# Wasilij Lewit
Wasilij Lewit (ros. Василий Левит; ur. 24 lutego 1988 r. w Fiodorowce) – kazachski bokser występujący wadze ciężkiej, srebrny medalista igrzysk olimpijskich, brązowy medalista mistrzostw świata, trzykrotny mistrz Azji.

## Kariera
Boks zaczął trenować w 2000 roku.
W czasach juniorskiej kariery był m.in. mistrzem Azji w wadze ciężkiej (Goa 2006).
W czerwcu 2009 roku osiągnął swój pierwszy znaczący sukces na arenie międzynarodowej, zostając w chińskim Zhuhai mistrzem Azji w wadze ciężkiej (91 kg). W finale turnieju pokonał przed czasem zawodnika gospodarzy, Li Bina. W tym samym roku zadebiutował na mistrzostwach świata w Mediolanie, gdzie odpadł w drugiej rundzie, przegrywając na punkty z obrońcą tytułu Clemente Russo.
Niepowodzeniem zakończył się dla niego również start w Igrzyskach Azjatyckich 2010 w Kantonie, podczas których przegrał już w pierwszej walce z późniejszym złotym medalistą, Syryjczykiem Mohammadem Ghosounem. Rok później przegrał w ćwierćfinale mistrzostw świata w Baku z Chińczykiem Wang Xuanxuanem.
Na początku września 2015 roku po raz drugi został mistrzem Azji w wadze ciężkiej. W finale pokonał Uzbeka Rustama Tulaganova. Miesiąc później odpadł w ćwierćfinale mistrzostw świata w Dosze, przegrywając niejednogłośnie z Ukraińcem Geworgiem Manukianem.
Wziął udział na igrzyskach olimpijskich w wadze ciężkiej. 15 sierpnia 2016 roku w finałowej walce przegrał przez jednogłośną decyzję sędziów z reprezentantem Rosji Jewgienijem Tiszczenko. Werdykt wzbudził kontrowersje, a rosyjski pięściarz został wygwizdany przez publiczność podczas ceremonii medalowej, bowiem to Lewit był stroną dominującą w przekroju całej walki. AIBA dwa dni po pojedynku wykluczyła część sędziów bokserskich z dalszego udziału w igrzyskach, motywując decyzję słabym poziomem ich pracy, jednak zapowiedziała, iż wyniki odbytych już walk nie zostaną z tego powodu zmienione.
Rok później trzeci raz został mistrzem Azji, tym razem w Taszkencie pokonał w decydującej walce Sumita Sangwana z Indii. We wrześniu tego samego roku zdobył brązowy medal, przegrywając w półfinale z Kubańczykiem Erislandy Savónem, który później wygrał finał.
W 2019 roku zdobył brązowy medal mistrzostw Azji w Bangkoku. W półfinale przegrał przez nokaut w trzeciej rundzie z Kim Hyeon-kyu z Korei Południowej.